# Ehernes Gesetz der Oligarchie
Das Eherne Gesetz der Oligarchie (ehern: „bronzen“, „eisern“, im Sinne von hart, ewig während; Oligarchie: griechisch für „Herrschaft Weniger“, im Sinne der verfehlten Form) ist eine zentrale Theorie des deutsch-italienischen Soziologen Robert Michels, die er in seinen Schriften von 1907 und 1911 zur Entwicklung demokratischer Strukturen formulierte. Demnach neigen politische Parteien und große soziale Organisationen unausweichlich zur Herausbildung bürokratischer Organisationen, deren Führungseliten sich zu stabilen oligarchischen Machtgruppen entwickeln.

## Kernaussage

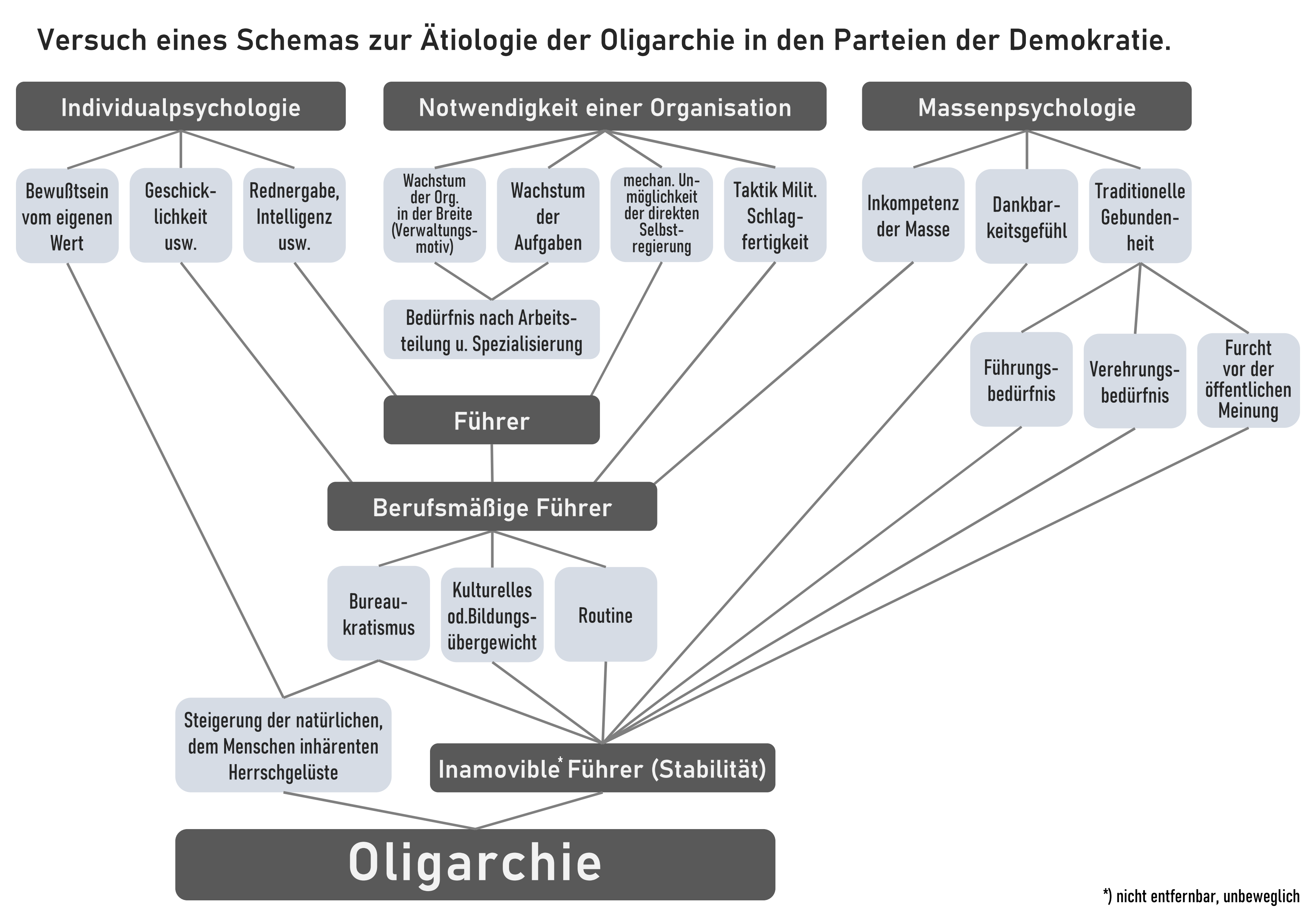
Robert Michels: Zur Soziologie des Parteiwesens in der modernen Demokratie (1911) – Synthese: Die oligarchischen Tendenzen der Organisation.

1911 veröffentlichte Robert Michels sein Hauptwerk Zur Soziologie des Parteiwesens in der modernen Demokratie. Untersuchungen über die oligarchischen Tendenzen des Gruppenlebens. In dieser soziologischen Feldstudie analysierte er vor allem die deutsche Arbeiterbewegung des Fin de Siècle, insbesondere die Sozialdemokratie, im internationalen Vergleich. Michels untersuchte dabei sowohl formalisierte bürokratische Abläufe als auch informelle Machtstrukturen innerhalb dieser Organisationen.
Aus seinen Beobachtungen leitete Michels ein als „soziologisches Grundgesetz“ verstandenes Postulat ab, dem zufolge jede organisierte politische Bewegung, ungeachtet ihrer ursprünglichen demokratischen Ideale, mit der Zeit oligarchischen Tendenzen unterliegt. Seine Schlussfolgerung lautete:

„Die Organisation ist die Mutter der Herrschaft der Gewählten über die Wähler, der Beauftragten über die Auftraggeber, der Delegierten über die Delegierenden.“

## Rezeption und Weiterentwicklung von Michels’ Theorie
Der Politikwissenschaftler Giovanni Sartori bewertete 1992 Michels’ Theorie als im Kern weiterhin gültig, wenngleich nicht mehr als „ehernes“, sondern lediglich als „bronzenes Gesetz“. Michels selbst stellte im Anschluss an seine Analyse die radikale Frage, ob Demokratie unter den Bedingungen organisierter Massenbewegungen überhaupt möglich sei. Seine zentrale These besagt, dass bereits die Konstitution und strukturelle Konsolidierung einer Organisation jene Mechanismen enthält, die demokratische Prinzipien untergraben und letztlich durch oligarchische Strukturen ersetzen: „Wer Organisation sagt, sagt Tendenz zur Oligarchie … . Die Maschinerie der Organisation … kehrt das Verhältnis des Führers zur Masse in sein Gegenteil um. … Mit zunehmender Organisation ist die Demokratie im Schwinden begriffen.“ Diese Entwicklung, so Michels, sei weder aufzuhalten noch umkehrbar.
Darüber hinaus argumentierte er, dass Führungseliten innerhalb Organisationen zunehmend eigennützige Interessen verfolgen, insbesondere den Selbsterhalt der Organisation als Grundlage ihrer Macht. Die ursprünglich kollektiven Zielsetzungen der Bewegung treten dabei in den Hintergrund. Führungsschichten tendieren demnach dazu, die breite Basis, die „Massen“, zu steuern und zu kontrollieren, selbst wenn die zugrunde liegende Ideologie demokratische Mitbestimmung propagiert.

„Das Führertum ist eine notwendige Erscheinung jeder Form gesellschaftlichen Lebens. Es gehört deshalb nicht in den Bereich der Wissenschaft zu untersuchen, ob es von Nutzen oder von Übel sei … . Wohl aber ist es von wissenschaftlichem wie von praktischem Werte festzustellen, daß das Führertum in seiner Entwicklung sich nicht mit den wesentlichen Postulaten der Demokratie verträgt.“

Michels stellte sein Gesetz auf der Ebene empirischer Tatsachen auf, nicht normativer Ideale, und gilt deshalb als exemplarischer Vertreter der realistischen Demokratietheorie. Seine Arbeiten haben eine bis heute andauernde interdisziplinäre Debatte inspiriert. Besonders mit dem Wiederaufleben institutionentheoretischer Ansätze im Zuge des Neoinstitutionalismus der späten 1990er-Jahre rückten Michels’ Thesen erneut ins Zentrum sozialwissenschaftlicher Diskussionen und beeinflussen seither unterschiedliche Forschungsfelder von der Parteienforschung bis zur Organisationssoziologie.

## Ideengeschichte

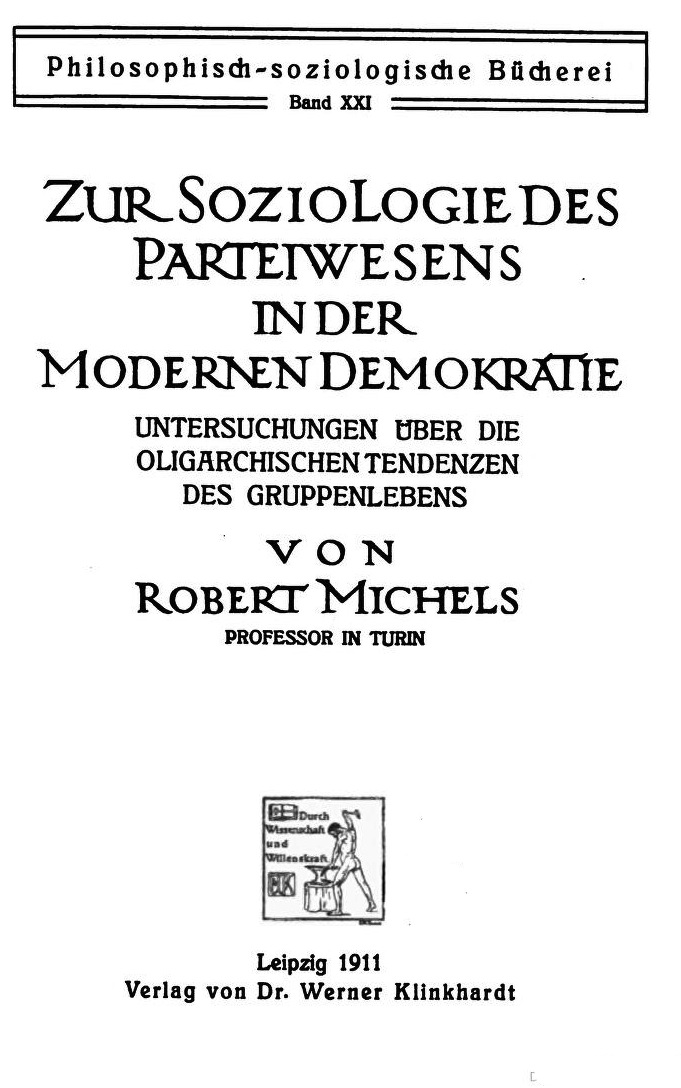

Michels veröffentlichte die ersten Arbeiten zum Ehernen Gesetz 1907, als er der Sozialistischen Internationale und den sozialdemokratischen Parteien Deutschlands und Italiens den Rücken gekehrt hatte (später wandte er sich dem fascismo Mussolinis zu). Innerhalb der Marburger Ortsgruppe der SPD war Michels aktiv gewesen, hatte aber nie eine Führungsposition bekleidet, wenngleich er als Intellektueller in der Partei angesehen war. Dabei verfolgte Michels immer mehr eine akademische als eine politische Karriere und war ideologisch näher an der französischen Syndikalismusbewegung verortet, die er mit seinem Freund Hubert Lagardelle unterstützte. Die Theorie erschien 1911 in Michels heute klassischem Werk zur Parteienforschung, Zur Soziologie des Parteiwesens in der modernen Demokratie. Untersuchungen über die oligarchischen Tendenzen des Gruppenlebens, in dem die organisatorische Struktur in der SPD analysiert wird. Das Werk kann als Polemik gegen den Anti-Syndikalismus der SPD verstanden werden. Gewidmet ist die Untersuchung Max Weber, der einen wesentlichen Einfluss auf Michels Denken ausübte. Darüber hinaus baute er im Besonderen auf Arbeiten Gaetano Moscas zur Politischen Klasse auf, dem er seine Desillusionierung vom Syndikalismus maßgeblich mitverdankte und dessen Ideen von Führerschaft und Geführten er weitgehend übernahm. Michels Demokratieverständnis basiert dabei auf dem direkt-demokratischen Modell in Rousseaus Gesellschaftsvertrag; sein Fernziel ist die klassenlose Gesellschaft.
Michels zentrale These zur Politik seiner Zeit spiegelt Max Webers „stahlhartes Gehäuse“ des Kapitalismus in der Wirtschaft wider; beide als „ehern“ titulierte Phänomene wurden später in den 68er-Bewegungen einer scharfen Kritik unterzogen und bekämpft.

## Die drei Bausteine des ehernen Gesetzes
Michels stellte sein Ehernes Gesetz auf Basis von detaillierten Studien über konkrete Parteien und Gewerkschaften auf, erst spätere Forschungen weiteten den Geltungsbereich auf andere Organisationen aus.
Michels’ Ehernes Gesetz kann in drei aufeinander aufbauende Hypothesen unterteilt werden:
1. Bürokratie ist unvermeidlich – Große Organisationen bilden immer bürokratische Strukturen aus, wegen des Bedarfs an Effizienz, der eine hierarchische Arbeitsteilung erfordert.
2. Mit zunehmender Bürokratie nimmt die Macht zu – Diese konzentriert sich unter anderem wegen der „Inkompetenz“ der Massen mit Wissen und Ressourcen in der professionellen Führung, einer Machtelite.
3. Mit zunehmender Machtkonzentration erfolgt die Korrumpierung der Macht – Sie wird nach ihrer Konzentration ihre Autorität auch gegen die Interessen ihrer Mitglieder verteidigen, nötigenfalls mit undemokratischen Methoden.[17]

Diese drei Hypothesen werden nachfolgend ausgeführt:

### Große Organisationen führen zu Bürokratie
Voraussetzung für Demokratie in Staaten oder politischen Parteien ist, dass die Entscheidungsfindung beim Volk oder den Mitgliedern liegt. Bei größeren Gruppierungen bildet sich dazu eine Organisation heraus, die die Aufgabe der Koordination übernimmt. Begründet wird dies bei Michels vor allem mit kommunikationstechnischen Bedingungen, die es unmöglich machen würden, demokratische Entscheidungsfindung in größeren Gruppen zu ermöglichen; Michels vermutet dabei die Größe direkt-demokratisch organisierbarer Gruppen bei maximal 1.000 bis 10.000 Personen; Eine Massenpartei wie die SPD, die schon 1905 im Großraum Berlin 90.000 Mitglieder hatte, könne also nicht mehr direkt-demokratisch geführt werden.
Größere Gruppen benötigen zum effizienten Handeln eine Vertretungsebene und eine Organisation der Gruppeninteressen durch Experten, also eine Bürokratie, und damit einhergehend eine weitgehende Spezialisierung, die eine Ausbildung der Amtsinhaber erfordert, die durch ihr erworbenes Fach- und Organisations-Wissen schwer ersetzbare und damit dauerhafte Pfeiler der Organisation werden. In der Moderne bewegt sich die Kommunikation weg von Treffen von Angesicht zu Angesicht hin zu den Massenmedien, welche zu Michels Zeit von Zeitungen dominiert waren.

### Bürokratie führt zu Machtkonzentration
Das Delegieren von Aufgaben sei in jeder Organisation notwendig. Dieses Delegieren führe zur Bildung eines Bildungsvorsprungs von Organisations- und Fachwissen einer Führungsschicht, die solcherart einen Machtvorsprung erlange. Basis oligarchischer Macht sind also nicht nur die hierarchie-immanenten Zwangsmächte, sondern vor allem auch Wissensmonopole.
Michels Oligarchiebegriff bleibt dabei mehrdeutig. Kennzeichen der Oligarchie sind für ihn sozialer Status, Macht, Wissen und finanzielle Ressourcen.

### Machtkonzentration führt zur Korrumpierung
Die Etablierung einer Parteiorganisation führt nach Michels zwangsläufig zu einem Verlust der inner-organisatorischen Demokratie und zu einem Verlust der Dynamik der Gruppe infolge der Trägheit bürokratischer Apparate. Darüber hinaus würde Konservativismus gefördert, der sich zudem noch verselbstständige. „So wird die Organisation von einem Mittel zum Zweck zu einem Selbstzweck“. Dies führe zu einer inneren Spaltung der Organisation und einer Entfremdung der Organisationselite von den Mitgliedern.

## Theoretische Rezeption
Michels Thesen haben nunmehr ein Jahrhundert theoretischer und empirischer Forschung inspiriert. Ungeachtet aller Kritik gilt sein innovativer Ansatz, Organisationssoziologie vor Ort zu betreiben sowie informelle Strukturen zu durchleuchten, als Klassiker der Organisationstheorie.
Kritik erfuhr das Gesetz zunächst aus Kreisen des orthodoxen Marxismus, so zum Beispiel von Bucharin, der bestritt, dass bürokratische Organisationen zu einer Machtkonzentration führen, da mit den Organisationspositionen und -rollen kein Eigentum verbunden sei. Dagegen bestätigte Rosa Mayreder in einer frühen Rezeption Michels Thesen weitgehend und wandte sie auf soziale Bewegungen an, denen sie im Erfolgsfalle im Laufe ihrer Entwicklung eine Tendenz von der inhaltlichen Arbeit zur reinen Machterhaltung nachsagte: „Je älter eine Machtorganisation wird, […] desto stärker tritt das Interesse der Selbsterhaltung als das Wichtigste in den Mittelpunkt ihrer Orientierung.“ Allerdings kann nach ihrer Auffassung dieses Hemmnis sozialen Fortschritts umgangen werden durch die Bildung neuer Konkurrenzorganisationen, die noch nicht an der Macht teilhaben.
In den 1950er und 1960er Jahren bemängelte die soziologische Kritik vor allem eine Pauschalität und vermisste eine Differenzierung der Oligarchieformen und eine damit verbundene Differenzierung der psychologischen Auswirkungen auf die Organisationsführerschaft. In diesem Zeitraum wurde vor allem die Ersetzung der substantiellen Organisationsziele durch Organisationsreproduktion als oberstes Ziel der Organisationsführer erforscht.
Zu zwei führenden Exegeten des Ehernen Gesetzes entwickelten sich in der Zeit nach dem Zweiten Weltkrieg Seymour M. Lipset und Philip Selznick. Lipset kritisierte anhand zweier Beispiele, denen er selbst biographisch verbunden war, dass dies unter bestimmten Voraussetzungen, nämlich dann, wenn die Führerschaft einer Organisation ihre Klassenbasis widerspiegele, nicht gelten würde. Darüber hinaus seien auch Studenten- und andere Jugendgruppen weniger anfällig für oligarchische Tendenzen, weil sie eher eine Gesinnungs- denn eine Verantwortungsethik verfolgten und sich somit nicht mit organisatorischer Macht beschäftigten.
In späteren Jahren wurden neue theoretische Kritikpunkte vorgebracht und die empirische Angemessenheit der Thesen untersucht. Dabei kommen neuere Überblicksstudien zu dem Ergebnis, dass es zwar in der Gesellschaft keine „ehernen Gesetze“ im strikten Sinne gibt, eine Tendenz zur Oligarchisierung jedoch unverkennbar sei. Die meisten Studien versuchen dabei Bedingungen zu identifizieren, unter denen die Oligarchisierung und/oder ihre negativen Konsequenzen abgeschwächt werden; nur selten jedoch werden Michels Thesen grundsätzlich in Frage gestellt.
Die amerikanischen Politikwissenschaftler Daron Acemoğlu und James A. Robinson beziehen sich auf Michels Gesetz in ihrem Werk Warum Nationen scheitern (2012). Als Beispiele für die Aktualität von Michels These führen sie unter anderem an die Oktoberrevolution und die anschließende Herrschaft der Bolschewiki in der Sowjetunion sowie die Dekolonisation Sierra Leones, Zaires und Simbabwes heran, nach der die neuen Herrscher Siaka Stevens, Mobutu Sese Seko und Robert Mugabe die „extraktiven“ (das heißt auf Ausbeutung angelegten) Institutionen der Kolonialherren nicht etwa abgeschafft, sondern nur ihren eigenen Interessen angepasst hätten.

## Nachfolgende Forschung
Empirische Analysen, die sich auf das Eherne Gesetz der Oligarchie beziehen, befassen sich mit vielfältigen Organisationsproblemen. Bis in die frühen 1970er-Jahre wurden vor allem bürokratisch organisierte Massenorganisationen untersucht, erst danach rückten kleinere Organisationen und soziale Bewegungen in den Blickpunkt der Forschung. Bei Gruppen ohne formale Hierarchie, wie Konsumgenossenschaften, Wohngemeinschaften und Arbeiterkollektiven, wie auch der Nutzung konsensbasierter Strukturen in Protestorganisationen oder informeller, dezentraler Netzwerkstrukturen gab es mindestens bis 2005 nur wenige systematische Analysen, ob diese einer Oligarchisierung widerstehen könnten. Später wurden auch Arbeiterkollektive mit „kollektivistisch-demokratischen“ Organisationsstrukturen untersucht, doch weiterhin mit unklarem Ergebnis. Die fehlenden Fortschritte gerade bei Organisationen ohne formale Machtstrukturen sind wesentlich darauf zurückzuführen, dass es schwierig ist festzustellen, ob eine rein informelle Elite eine oligarchische Kontrolle ausübt, wenn jeder ein Vetorecht hat.
Robert Michels hatte die Begriffe Oligarchie und Organisation nie klar definiert. In der darauf aufbauenden empirischen Forschung ist dies die größte Schwachstelle, in Folge oft mit einer mangelhaften Operationalisierung. Zumeist wird die Oligarchisierung dabei entweder durch Kontinuität in Besetzung von Führungsrollen oder durch die Veränderung der Ideologie weg von substantiellen Zielen hin zur Organisationsreproduktion gemessen.

### Politische Parteien
Michels' Untersuchungsobjekt waren politische Parteien und Organisationen mit demokratischer Ideologie, die weitere Forschung baute darauf auf. So fand eine experimentelle Studie zur Parteioligarchisierung heraus, dass Parteien, die über von der Parteiführung unabhängige Informationsmedien verfügen, egalitärer organisiert werden würden.

#### Die Grünen
Bei der Institutionalisierung der Neuen Sozialen Bewegungen in der bundesdeutschen Partei Die Grünen sollte Oligarchisierung bewusst vermieden werden. Es gab keine dauerhaften Aufgabenbereiche oder ständigen Bevollmächtigten. Jede kleinste, routinemäßige Entscheidung konnte zur Diskussion und Abstimmung gestellt werden. Als die Mitgliederzahl noch gering war, hatten diese anti-oligarchischen Maßnahmen einigen Erfolg. Aus der Frühzeit der Partei stammten das sogenannte Rotationsprinzip, die Trennung von Amt und Mandat sowie die Doppelspitze bei der Partei- und Fraktionsführung. Als die Partei jedoch wuchs und erfolgreicher wurde, veranlasste das Bestreben, in Wahlen mit anderen Parteien zu konkurrieren, dafür Geldmittel zu beschaffen, große Veranstaltungen und Demonstrationen zu organisieren und mit gewählten Parteien zu kooperieren, die grüne Partei dazu, konventionellere Strukturen und Arbeitsweisen aufzugreifen. Mit zunehmender Professionalisierung der Parteistrukturen sowie insbesondere seit dem Eintritt in die rot-grüne Bundesregierung 1998 gab es immer wieder Versuche, das Prinzip der Trennung von Amt und Mandat aufzuweichen.

### Unternehmen
Auch auf Wirtschaftsunternehmen wird das Eherne Gesetz angewandt und zumeist bestätigt. So spricht der Wirtschaftswissenschaftler Oliver E. Williamson vom downside drift: der Tendenz, dass die Unternehmensführung zunehmend ihren Eigeninteressen statt der Interessen der Unternehmenseigentümer, insbesondere der Aktionäre, nachgeht.

### Soziale Bewegungen
In der Bewegungsforschung wird das Eherne Gesetz vor allem als Institutionalisierung der Bewegung verstanden: Bewegungsorganisationen entstehen zunächst, werden dann professionalisiert und fügen sich schließlich als pressure group, Nichtregierungsorganisation oder als politische Partei in die institutionalisierte Politik ein. Gleichzeitig werden die Ziele der Bewegungsorganisationen damit konservativer, um eine stabile Beziehung zur Politik und zur Restgesellschaft aufbauen zu können.

#### Bauernbewegung
Seymour M. Lipset untersuchte ungefähr zur gleichen Zeit wie Gusfield Bauernbewegungsorganisationen in Saskatchewan und Manitoba. Dabei kam er zu dem Schluss, dass aufgrund der wesentlich schlechteren Verkehrsinfrastruktur in der ersteren kanadischen Provinz die Führung der dortigen Bewegung sich stärker aus der durchschnittlichen Bauernschaft rekrutiere. Dies habe zur Folge, dass sie auch weiterhin die Interessen der Bauern stark vertrete, während dies in Manitoba nicht der Fall sei.

#### Neue Soziale Bewegungen
Die 68er-Bewegungen, die aus ihnen hervorgegangenen Neuen Sozialen Bewegungen (NSB) und die Neue Linke unternahmen am Ende des 20. Jahrhunderts den bewussten Versuch, das Eherne Gesetz praktisch-voluntaristisch zu überwinden. Schon in der Anfangsphase der Bewegungen wurde dabei in der Port-Huron-Erklärung explizit Wert auf die gleichberechtigte Teilnahme aller Bewegungsmitglieder gelegt.

#### Wikipedia
Eine vorwiegend informell organisierte Gemeinschaft, anhand deren Dynamik in jüngerer Zeit das Eherne Gesetz überprüft wurde, ist die Wikipedia. Der Soziologe Piotr Konieczny, selbst Wikipedia-Autor und Administrator, behauptet in seinem 2009 erschienenen Aufsatz Governance, Organization, and Democracy on the Internet: The Iron Law and the Evolution of Wikipedia, dass das Eherne Gesetz durch das Wikiprinzip bestenfalls einschränkende Wirkung entfalte.
Dem widerspricht der Soziologe Christian Stegbauer. In seiner 2009 veröffentlichten Studie Wikipedia: Das Rätsel der Kooperation sieht er die Kriterien für das Eherne Gesetz innerhalb der Wikipedia als weitgehend erfüllt an. Die Führerschaft der (deutschsprachigen) Wikipedia, die er über die Zugehörigkeit zur Benutzergruppe der Administratoren operationalisiert, wird demnach ganz überwiegend kooptiert, indem Führungspositionen vorwiegend auf Vorschlag von und mit der überwältigenden Mehrheit der Elitemitglieder gewählt würden. Schon der formale Prozess der Zuteilung der Administratorenrechte ohne Pflichtwiederwahlen sichere die von Michels vermutete Stabilität des Führungspersonals. Auch entwickele das Führungspersonal eine Ideologie der Unentbehrlichkeit, um seinen Führungsanspruch zu legitimieren. Schließlich bilde das Führungspersonal auch ein informelles Netzwerk, das sich zum Beispiel bei physischen Treffen der sogenannten „Stammtische“ manifestiere.
Der Rechtstheoretiker Adrian Vermeule kommt unter Bezugnahme auf einen Artikel in Slate im Herbst 2010 zu einem ähnlichen Ergebnis wie Stegbauer und vermutet, dass dieses Ergebnis auf alle epistemischen Gemeinschaften zutrifft.